# アッティミス
アッティミス（伊: Attimis）は、イタリア共和国フリウリ＝ヴェネツィア・ジュリア州ウーディネ県にある、人口約1,700人の基礎自治体（コムーネ）。

## 地理

### 位置・広がり

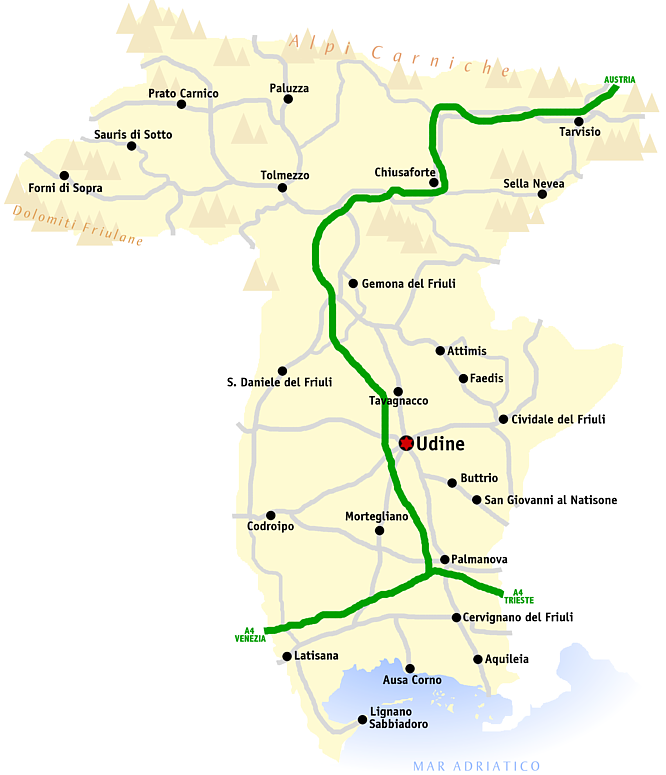
ウーディネ県概略図

#### 隣接コムーネ
隣接するコムーネは以下の通り。
- ファエーディス
- ニーミス
- ポヴォレット
- タイパーナ

### 気候分類・地震分類
アッティミスにおけるイタリアの気候分類 (it) および度日は、zona E, 2639 GGである。
また、イタリアの地震リスク階級 (it) では、zona 1 (sismicità alta) に分類される。

## 行政

### 分離集落
アッティミスには、以下の分離集落（フラツィオーネ）がある。
- Forame, Porzus, Racchiuso, Subit